# Пужен, Артюр
Артю́р Пуже́н (фр. Arthur Pougin), при рождении Франсуа Огюст Артюр Паруас-Пужен (François Auguste Arthur Paroisse-Pougin; 6 августа 1834, Шатору — 8 августа 1921, Париж) — французский музыковед
, автор многочисленных биографий композиторов и «Исторического очерка развития музыки в России».
Использовал различные псевдонимы: Octave d’Avril, Fanfan Benoîton, Paul Dax, Maurice Gray и Auguste Hornor.

## Биография и деятельность
Был учеником Парижской консерватории, где занимался игрой на скрипке под руководством Дельфена Алара. Затем играл первую скрипку в оркестре Альфреда Мюзара.
В 1859 году напечатал «De l’Origine de la gamme et des noms des sept notes qui la composent», обративший на себя внимание музыкантов. Позднее Пужен написал целый ряд биографий французских композиторов XVIII столетия. В 1860 году редактировал газету «L’Opinion nationale».
Пробыв три года в оркестре театра Опера-Комик первым скрипачом, Пужен оставил это место и окончательно посвятил себя критической деятельности.
Работал в изданиях «Le Ménestrel» (с 1885 г. и до конца жизни — редактор), «La France musicale», «L’Art musical»; написал много статей о деятельности разных композиторов, из которых в особенности интересны статьи об английском композиторе Валласе, Галеви, Мейербере, Россини; некоторые статьи появились отдельным изданием. Писал музыкальную колонку в «Soir», где знакомил публику с молодой французской школой. Редактировал «Biographie universelle des musiciens».
Написал для «Revue de la musique» (1896—97) статью «Исторический очерк развития музыки в России».